# 377

## Nașteri
- 1 ianuarie: Arcadius împărat roman (395–408) (d. 408)
- dată necunoscută: Eftimie cel Mare  (d. 473)